# Margareta Momma
Anna Margareta Momma, född von Bragner 1702, död 1772, var en svensk tidningsutgivare, skribent och protofeminist. Hon var författaren bakom den uppmärksammade politiska essätidskriften Samtal emellan Argi Skugga och en obekant Fruentimbers Skugga och redaktör för Stockholm Gazette. Hon tillhörde Europas första kvinnliga journalister. 

## Biografi
Margareta Momma var ursprungligen från Nederländerna och hade möjligen franskt ursprung. Hon gifte sig år 1735 med den svenska tryckaren Peter Momma, som själv hade holländsk härstamning, och bosatte sig då i Stockholm i Sverige. Hon fick tre barn: Petter (1738–1758), Wilhelm (1740–1772) och Elsa (1744–1826), som blev kunglig boktryckare. Peter Momma utgav populära tidskrifter såsom Stockholm Gazette (1742) och Stockholms Weckoblad (1745), och Margareta spelade en aktiv roll som hans kollega i verksamheten. 

### Verksamhet
Margareta Momma identifieras som författaren bakom den svenskspråkiga essätidskriften Samtal emellan Argi Skugga och en obekant Fruentimbers Skugga, som blivit hennes kanske mest uppmärksammade verk. Skriften utgavs under 1738 och 1739 i samband med riksdagen 1738–1739.  Dessa tidskrifter, essäpressen, var just då moderna på kontinenten, men hade först nyligen introducerats i Sverige. I egenskap av kvinnlig redaktör och journalist tillhörde hon en då ännu liten grupp i Europa. Författaren till Samtal var länge oidentifierad: skriften väckte uppseende under sin samtid, men dess författare var då okänd. 
I Samtal diskuteras främst utrikespolitik, samhällspolitik och upplysning. Polemik mot katolska kyrkan blandas med den upplysningsdebatt som då var vanlig i Nederländerna men ovanlig i Sverige. Tidskriften gavs ut i tio nummer och avbröts sedan av okänd orsak trots att fler nummer hade planerats. Det var en radikal skrift som ständigt fick slåss mot censuren. Den inspirerades sannolikt av andra samtida svenska skrifter, som Dalins Skuggan Af den döda Argus och Samtal, I The Dödas Rijke, Emellan Den Sedo-Lärande Mercurius och Den Swänska Argus. Den uppfattades av samtiden som ovanligt progressiv och radikal och påverkades av den kontinentala upplysningen. Publikationen består av en fiktiv argumentation mellan en man, "Argi skugga", och en kvinna, "Fruentimbers skugga", om aktuella samhällsfrågor: även Muselmanen och Philosophen deltar ibland i samtalet. Skriften propagerar för religionsfrihet, uttrycksfrihet, för att göra kunskap tillgängligt på det egna språket och utanför universiteten, och för att kvinnor borde kunna få tillgång till kunskap och delta i den offentliga debatten. 
Margareta Momma identifieras också som redaktören bakom den franskspråkiga Stockholm Gazette, som utgavs mellan 1742 och 1752. Momma, hennes make och kvarvarande son avled alla år 1772, och tryckeriet övertogs därför av dotter Elsa Fougt.  

## Eftermäle
Momma var möjligen Sveriges första kvinnliga publicist: N. Wankijfs Enka intog dock möjligen denna plats redan 1690.
Ett pris har fått sitt namn efter Margareta Momma: "Mommapriset - Årets Utgivare".